# Шаповалов Андрій Анатолійович
Шаповалов Андрій Анатолійович (англ. Andrii Shapovalov) — колишній виконуючий обов'язки керівника Центру протидії дезінформації при Раді національної безпеки і оборони України з 19 серпня 2021 по 26 січня 2024. Заслужений журналіст України.

## Життєпис
Народився 2 березня 1978 року в місті Луганськ, Україна.
З 1996 по 2001 роки навчався та отримав повну вищу освіту в Східноукраїнському національному університеті за спеціальністю "журналістика".
З 2001 року розпочинає свою трудову діяльність. Пройшов шлях від кореспондента до генерального директора Луганської обласної державної телерадіокомпанії.
З 2010 по 2014 роки Депутат Луганської обласної ради VI скликання, від політичної партії Сильна Україна.
З 2017 року Голова Луганської регіональної організації Національної Спілки Журналістів.
З 2021 року став першим заступником, а згодом і виконуючим обов'язки керівника Центру протидії дезінформації при Раді національної безпеки і оборони України.

## Кар'єра
- 2001 р. — власний кореспондент телеканалу ICTV в Луганській області;
- 2006 р. — начальник відділу зв'язків з громадськими організаціями та ЗМІ, прес-секретар (речник) голови Луганської ОДА Геннадія Москаля;
- 2015 р. — генеральний директор Луганської обласної державної телерадіокомпанії; директор філії АТ "Національна суспільна телерадіокомпанія України" "Регіональна дирекція UA: Донбас";
- 2021 р. — генеральний продюсер ТОВ ТРК "Донбас онлайн";
- 2021 р. — перший заступник, виконуючий обов'язки керівника Центру протидії дезінформації при Раді національної безпеки і оборони України.

## Луганська обласна державна адміністрація
У 2006 р. журналісти Луганської області висунули кандидатуру Андрія Шаповалова на пост начальника відділу зв'язків з громадськими організаціями та ЗМІ, прес-секретаря (речника) голови Луганської ОДА Геннадія Москаля. 
Прес-секретаря обирали шляхом голосування, під час якого Шаповалов отримав впевнену перемогу. Працював на цій посаді понад рік.

## Луганська обласна телерадіокомпанія
Після окупації Росією окремих районів Донецької та Луганської областей у 2014 році виїхав до міста Сєверодонецька, яке стало адміністративним центром Луганської області.
В квітні 2015 року в Сєвєродонецьку на посаді генерального директора Луганської обласної телерадіокомпанії (ЛОТ, ПУЛЬС-FM) зібрав колектив та відновив мовлення. Телекомпанію було створено з нуля - від офісу, техніки і до сітки мовлення.
У регіоні було встановлено десятки теле- та радіопередавачів для трансляції сигналу на всій території області (в тому числі на прифронтовій та окупованій частині, зокрема в окупованому Луганську), студія випускала щоденні випуски новин, авторські тематичні програми тощо, спрямовані на боротьбу з російською дезінформацією у регіоні.
У 2016 році до Луганської обласної філії НТКУ, яку очолював Андрій Шаповалов, було приєднано Донецьку філію мовника, та утворено регіональний телеканал UA:Донбас, який отримав супутникову ліцензію. За рівнем технічного оснащення це був найкращий регіональний суспільний мовник в Україні, який щоденно працював у прямому ефірі 6 годин.
Залишив посаду у 2020 році. У 2019 році балотувався на пост члена Національної ради України з питань телебачення і радіомовлення, зайняв друге місце.

## Політична діяльність
У 2010 році очолив Бюро Луганської обласної організації політичної партії "Сильна Україна", займався організацією та проведенням передвиборчої кампанії під час місцевих виборів. "Сильна Україна" отримала фракції у Луганській обласній та міській радах. Після виборів голова партії Сергій Тігіпко приєднався до команди Віктора Януковича, але Луганська обласна організація "Сильної України" не підтримала таке рішення та залишилась єдиною опозиційною політичною силою в Луганській обласній та міській радах.
У 2010 р. став депутатом Луганської обласної ради  VI скликання від політичної партії "Сильна Україна", обіймав посаду заступника голови фракції. Входив до складу Комісії з питань економічного розвитку, бюджету і фінансів.
2 березня 2014 року був єдиним зі 124-х депутатів Луганської обласної ради, хто публічно з трибуни облради засудив сепаратистів і відмовився підписувати звернення луганських депутатів до рф з проханням залучити російську армію до бойових дій проти України.

## Досягнення
- 2016 р. — Заслужений журналіст України;
- 2018 р. — Відзнака Луганської ОДА "За розвиток регіону".